# (36787) 2000 ST16
2000 ST16 (asteroide 36787) é um asteroide da cintura principal. Possui uma excentricidade de 0.09336190 e uma inclinação de 3.39510º.
Este asteroide foi descoberto no dia 23 de setembro de 2000 por LINEAR em Socorro.